# Cynthia Carlson
Cynthia Carlson (* 1942 in Chicago, Illinois) ist eine US-amerikanische Künstlerin der Pattern-and-Decoration-Bewegung.

## Leben und Werk
Cynthia Carlson wurde 1942 in Chicago geboren. Sie erwarb 1965 einen Bachelorabschluss an der School of the Art Institute of Chicago und 1967 einen Masterabschluss am Pratt Institute in Brooklyn.
Sie zählt zu den bekanntesten Mitgliedern der Pattern and Decoration-Bewegung der 1970er Jahre. Ihr künstlerisches Werk zeichnet sich durch eine dekorative und farbenfrohe Malerei aus. Dazu zählen ein stark pastoser Farbauftrag, stilisierte Verschnörkelungen und flächendeckende Muster. Für ihre Installation Tough Shift for M.I.T. (1981) fertigte sie eine „skulpturale Tapete“, wobei sie florale Motive als Wandverzierung auftrug.
Carlson hatte zahlreiche Lehraufträge inne, darunter an der University of Colorado Boulder (1971 bis 1972), an der University of the Arts in Philadelphia (1967 bis 1987) und am Queens College (1987 bis 2005).
Ihre Werke sind in zahlreichen Sammlungen vertreten, darunter im Metropolitan Museum of Art, im Neuberger Museum of Art, im Queens Museum, im Guggenheim Museum, im Sailors’ Snug Harbor, im Philadelphia Museum of Art, im Virginia Museum of Fine Arts, in der Pennsylvania Academy of the Fine Arts, im Museum of Contemporary Art, im Allen Memorial Art Museum, in der Buffalo AKG Art Museum, im New Orleans Museum of Art und im Brooklyn Museum.
Sie lebt und arbeitet in New York City.

## Ausstellungen (Auswahl)
- 2021: With Pleasure: Pattern and Decoration in American Art 1972-1985, Hessel Museum of Art, New York
- 2021: Fringe, Denny Dimin Gallery, New York
- 2018/2019: Pattern, Decoration & Crime, Musée d’art moderne et contemporain, Genf
- 2016: The Retrieval of the Beautiful, The Painting Center, New York
- 2010: That is Then. This is Now., CUE Art Foundation, New York

## Auszeichnungen (Auswahl)
- 2020: Pollock Krasner Award
- 1987: National  Endowment for the Arts Fellowship
- 1980: National Endowment for the Arts Planning Grant
- 1978: National Endowment for the Arts Fellowship
- 1976: The MacDowell Colony Fellowship